# Грант-парк (Чикаго)
Грант-парк (англ. Grant Park) — большой городской парк площадью 1,29 км² в районе Чикаго-Луп, Чикаго, штат Иллинойс. Расположен в центральном деловом районе города. К его наиболее известным достопримечательностям относятся Миллениум-парк, Букингемский фонтан, Чикагский институт искусств и Музейный кампус Чикаго. Парк был построен с момента основания города и известен как Лейк-парк, в 1901 году он был переименован в честь президента США Улисса Гранта. Территория парка несколько раз расширялась за счёт мелиорации земель, а в конце XIX и начале XX века стала предметом споров по поводу использования открытого пространства.
Парк содержит концертные площадки для выступлений, сады, художественные работы, спортивные и портовые сооружения; в нём проводятся общественные собрания и несколько крупных ежегодных мероприятий. Грант-парк в народе называют «передним двором Чикаго». Парк находится под руководством Управления парками Чикаго.

## История

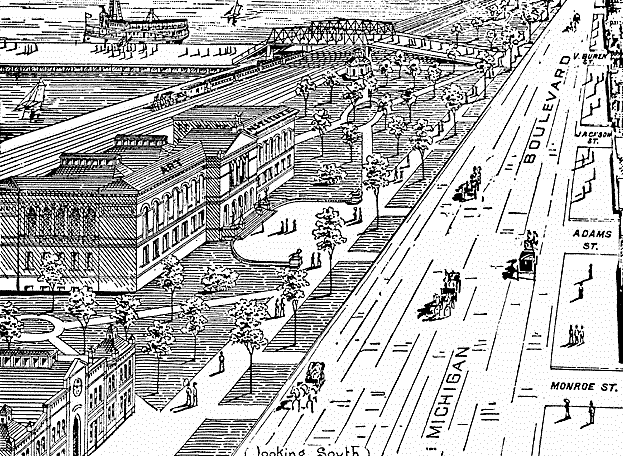
На этом эскизе Чикагского института искусств 1893 года показана большая часть сегодняшнего Грант-парка, всё ещё погружённого под озеро Мичиган, с железнодорожными путями, проходящими вдоль береговой линии за Музеем

Первоначальные планы города Чикаго оставили район к востоку от Мичиган-авеню неразделённым и пустующим, а покупателям участков на Мичиган-авеню было обещано, что он останется незанятым. Когда в 1839 году бывший заповедник на месте форта Дирборн вошёл в состав городского поселения, план местности к востоку от Мичиган-авеню к югу от Рэндольфа был помечен как «Общественная территория. Должна всегда оставаться незастроенной».
Город официально обозначил землю как парк 29 апреля 1844 года, назвав её Озёрным парком. Когда в 1852 году в Чикаго была построена Центральная железная дорога Иллинойса, было разрешено проложить путь вдоль набережной озера по дамбе, построенной вдали от парка. Получившаяся в результате лагуна застаивалась и была в значительной степени заполнена в 1871 году мусором от Великого чикагского пожара, увеличивая площадь парков. В 1896 году город начал расширять парк в озеро с полигоном, за пределами железнодорожных линий. 9 октября 1901 года парк был переименован в Грант-парк в честь командующего гражданской войной в США генерала и президента США Улисса Гранта. На республиканском национальном съезде 1868 года в Чикаго Грант был номинирован на свой первый президентский срок.
Юридические ограничения, запрещающие любые постройки в парке, были проигнорированы в XIX веке, так как там располагались различные гражданские постройки. В разное время в парке были построены почтовое отделение, выставочный центр, оружейная палата и даже раннее парковое поле для бейсбольного клуба парка, теперь известного как Чикаго Кабс. В плане 1904 года, подготовленном братьями Олмстед, было рекомендовано выделить место для Музея Филда в качестве центральной части парка. Эта идея была внедрена в План Чикаго Даниеля Хадсона и Эдварда Беннетта 1909 года. В конечном счёте чикагский бизнесмен Аарон Монтгомери Уорд принял участие в четырёх судебных разбирательствах, чтобы не допустить строительство зданий на территории парка; против разбирательств выступали практически все гражданские лидеры. Единственным исключением, на которое согласился Уорд, было здание Чикагского института искусств, построенное в 1892 году.
С 1993 года Грант-парк входит в состав престижного Национального реестра исторических мест.
В начале XX века Грант-парк был расширен за счёт дальнейшего захоронения отходов — в значительной степени от раскопок Чикагской туннельной компании — и получил ярко выраженный регулярный ландшафтный дизайн Эдварда Беннетта. В 1910-х и 1920-х годах на свалках было больше площадок для Планетария Адлера, Филдовского музея естественной истории и Аквариума Шедда, которые в 1998 году были объединены в Музейный кампус. В 2004 году участок северного Грант-парка, ранее занимавший центральные депо Иллинойса и парковочные места, был закрыт и перестроен под Миллениум-парк.

## Расположение
Грант-парк расположен в центре делового района Чикаго, в основном в финансовом секторе Чикаго-Луп, из которого состоит восточная часть парка, и в районе Нир-Саут-Сайд на юго-востоке (который немного переполнен и составляет около одной десятой части Грант-парка). Парк ограничен районом Нью-Истсайд на севере (улица Ист-Рэндольф-стрит), на юге с улицей Рузвельт-роуд и Макфетридж-драйв (англ. McFetridge Drive), на западе с Мичиган-авеню и на востоке гаванью Дюсейбл-Харбор (англ. Du Sable Harbour) озера Мичиган (дорога Лейк-Шор-драйв).
Грант-парк включает в себя весь Миллениум-парк в его северо-западной части и Музейный кампус в его юго-восточной части.
Возле парка расположена станция общественного железнодорожного транспорта Миллениум (бывшая станция Рэндольф-Стрит) — один из крупнейших вокзалов пригородных поездов в центре Чикаго. Станция обслуживается линиями Метра к югу от Чикаго.
Также доступна станция чикагского метрополитена Рэндольф — Вабаш на восточной стороне Лупа, расположенная на пересечении Вабаш-авеню и Рэндольф-стрит. Станция расположена недалеко от Маршалл-Филдс, Чикагского культурного центра, Миллениум-парка и станции Миллениум, откуда можно добраться до Метры.

## События

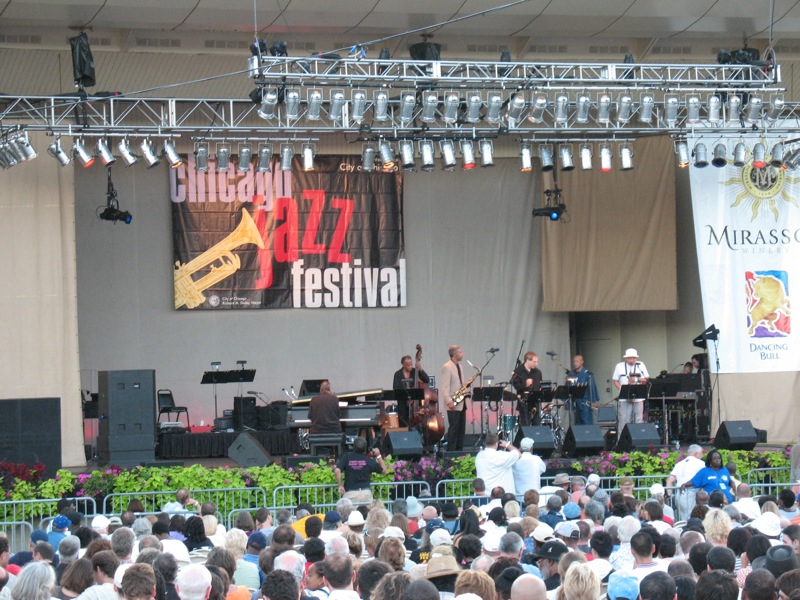
Чикагский джазовый фестиваль в амфитеатре Музыкальная ракушка Петрильо Петрильо, Джеймс Цезарь, 2007 год

Парк был местом многих крупных гражданских мероприятий. Он послужил плацдармом для городской похоронной процессии президента США Авраама Линкольна в 1865 году. В 1911 году в парке состоялась крупная Чикагская международная авиационная встреча. На республиканском национальном съезде в июне 1912 года 26-й президент Соединённых Штатов Теодор Рузвельт, остановившись в расположенном напротив парка отеле Congress Plaza, обратился с балкона своей спальни к народу, собравшемуся в Грант-парке для поддержки его на выборах.
В 1959 году, чтобы отпраздновать открытие морского пути Святого Лаврентия и связанной с ним международной торговой ярмарки, королева Елизавета II высадилась здесь с Королевской яхты «Британия», место высадки королевы у парка получило название «Королевское место высадки» (англ. Queen's Landing). Парк был местом столкновений между полицией Чикаго и демонстрантами во время Национального съезда Демократической партии 1968 года. Папа Римский Иоанн Павел II праздновал массовые мероприятия на открытом воздухе среди большого количества собравшихся здесь людей в 1979 году.
В Грант-парке было организовано празднование чемпионата для Чикаго Буллз в 1990-х годах и Чикаго Блэкхокс после победы в Кубке Стэнли в 2013 году. Парк был местом для победной речи президента Барака Обамы в ночь на 4 ноября 2008 года. В 2015 году в Грант-парке прошёл первый открытый проект НФЛ и связанный с ним фестиваль. Чикаго Кабс («Чикагские новички») провели свой митинг за победу в чемпионате мира по сериям 4 ноября 2016 года, и примерно 5 миллионов человек приняли участие в параде и мероприятии.
В парке ежегодно проводятся некоторые из крупнейших фестивалей Чикаго, в том числе «Вкус Чикаго» — большой фестиваль еды и музыки, проводимый каждое лето; Музыкальный фестиваль в Грант-парке; Чикагский фестиваль джаза; Чикагский фестиваль блюза; ежегодный музыкальный фестиваль Lollapalooza, фестиваль рок-концертов. Парк также является местом начала и финишной черты Чикагского марафона.

## Особенности
Рельеф вокруг Грант-парка по большей части плоский. Самая высокая точка в окрестностях имеет высоту 186 метров и 1,3 км к югу от Грант-парка. Ближайший крупный город — Чикаго, расположенный на расстоянии 4,2 км к юго-западу от Грант-парка. В окрестностях Грант-парка распространены пляжи, бухты, леса и маяки.
Территория между центром Чикаго-Луп и озером Мичиган имеет площадь 1,29 км², и на большом открытом пространстве Грант-парка располагается множество достопримечательностей. Рельеф парка плоский, разрезан большими бульварами и даже затонувшими железнодорожными путями. В то время как мосты используются для перекрытия путей и для соединения с Миллениум-парком, пешеходы на транспортных развязках добираются до остальной части парка пешком, за исключением просторного подземного соединения с Музейным кампусом. Есть также несколько гаражей под парком, вдоль Мичиган-авеню и к востоку от Коламбус-драйв.
Когда в начале XX века парк был благоустроен в регулярном стиле изящного искусства и ар-деко, в нём были посажены высокие американские вязы в виде аллей, а также с использованием прямоугольных схем посадки. Хотя сотни этих деревьев всё ещё существуют, достигая 20 метров в высоту, многие из них погибли в конце 1970-х годов в связи с голландской болезнью вяза. С тех пор гибридные вязы используются для замены утраченных деревьев.

### Миллениум-парк

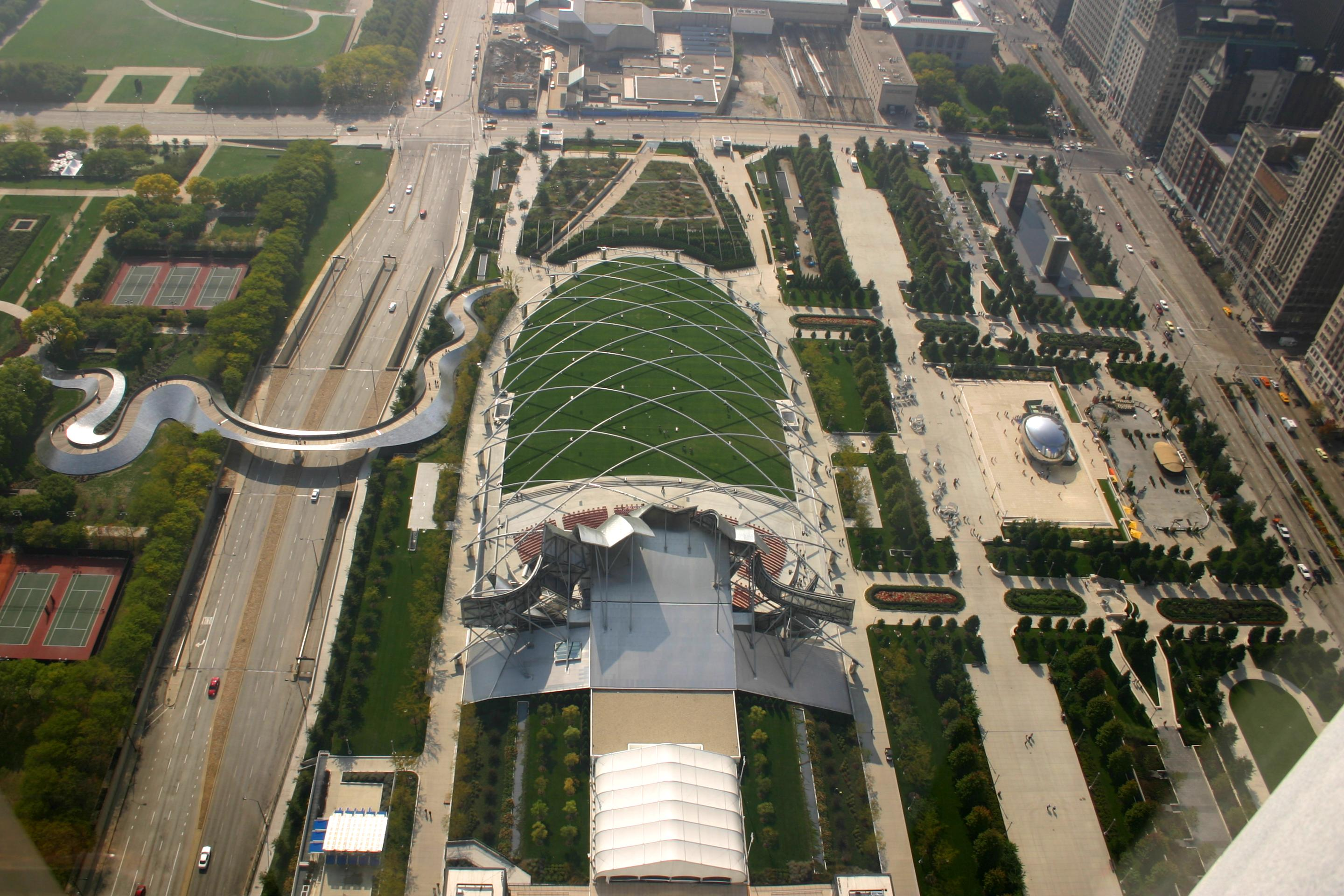
Обзор Миллениум-парка с Павильон Джея Прицкера в центре, Сад Лурье на севере, Пешеходный мост British Petroleum BP на западе, Клауд-Гейт на востоке, Театром Харриса на юге, Фонтаном Крауна на северо-востоке и к юго-востоку — площадью Ригли-Сквер у Аон-центра

В 1997 году город Чикаго восстановил старые заброшенные железные дороги и сортировочную станцию Центральной железной дороги штата Иллинойс в северо-западном углу Грант-парка (до этого времени принадлежавшей железнодорожной компании) и рассмотрел реконверсию этой территории. В 1999 году городской совет представил публике один из этих крупных городских проектов: расширение Грант-парка за счёт создания нового современного парка с многочисленными удобствами. Таким образом северо-западный угол Грант-парка был отремонтирован с 1998 по 2004 годы и превратился в Миллениум-парк, смежный район с разнообразными художественными особенностями архитекторов и художников. Парк соединён пешеходным мостом компании BP и мостом Николса с другими частями Грант-парка.
Миллениум-парк площадью 99 000 м² был спроектирован мэром Чикаго Ричардом Дейли с 1989 по 2011 годы. Работы начались в июне 1999 года и были завершены в начале 2004 года. Парк был открыт 16 июля 2004 года церемонией и торжествами, собравшими более 300 000 человек и сразу стал одной из главных достопримечательностей города.
Миллениум-парк включает в себя:
- Фонтан Крауна — произведение паблик-арта, представляющее собой видео-скульптуры[англ.] из двух интерактивных фонтанов высотой 15,2 метра;
- Павильон Джея Прицкера[англ.] — эстрада на 11 000 мест;
- Клауд-Гейт (дословно — «Облачные ворота», также называемые «Боб») — монументальная скульптура высотой 10 метров;
- Сад Лурье[англ.] — ботанический сад;
- Площадь трибуны Маккормика и каток[англ.] — многоцелевая площадь;
- Театр Харриса[англ.] — перформанс-зал вместимостью 1525 человек.

### Мэгги-Дейли-парк
Через пешеходный мост British Petroleum от Миллениум-парка в северо-восточном углу Грант-парка проходят мероприятия на свежем воздухе и в помещении, которые сейчас называются Мэгги-Дейли-парк, ранее называвшимся Дэйли-Бисентениэл-Плаза (с англ. — «Двухсотлетней площадью Дейли»). Достопримечательности были разработаны ландшафтным архитектором Майклом Ван Валкенбургом и включают в себя летние и зимние катки, обширную игровую площадку, скалодромы, теннисные корты и здание для активного отдыха, которые были перестроены с 2012 по 2015 год.

### Институт искусств Чикаго

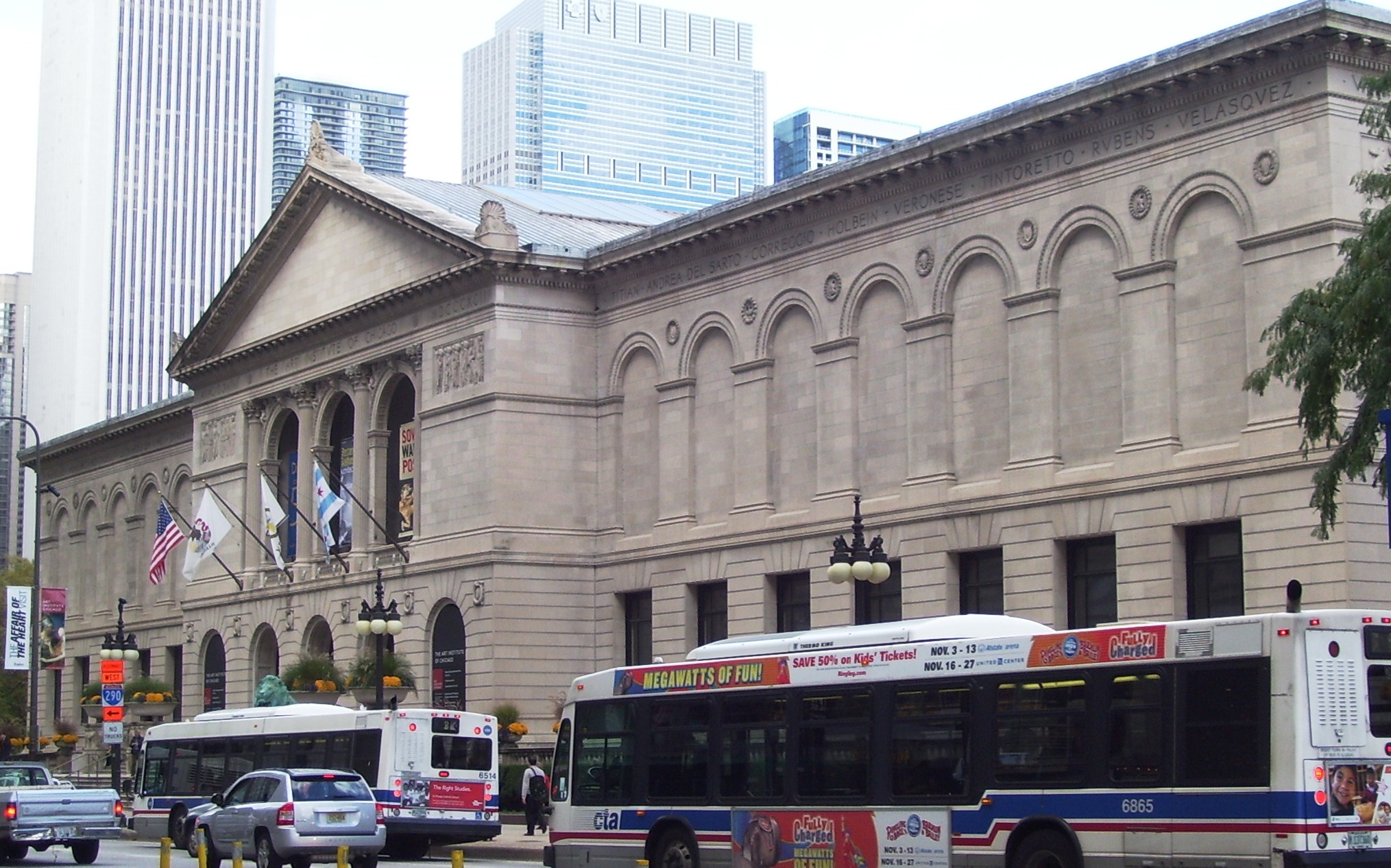
Главное здание Чикагского института искусств. Вход на Мичиган-авеню, 2011 год

Чикагский институт искусств, построенный в 1893 году на западном краю Грант-парка, является одним из ведущих художественных музеев и художественных школ в США, особенно благодаря обширной коллекции произведений импрессионизма и американского искусства, таких как «Воскресный день на острове Гранд-Жатт» и американской готики Гранта Вуда. Школа Чикагского художественного института располагает оборудованием в юго-восточном углу музейного комплекса.

### Букингемский фонтан

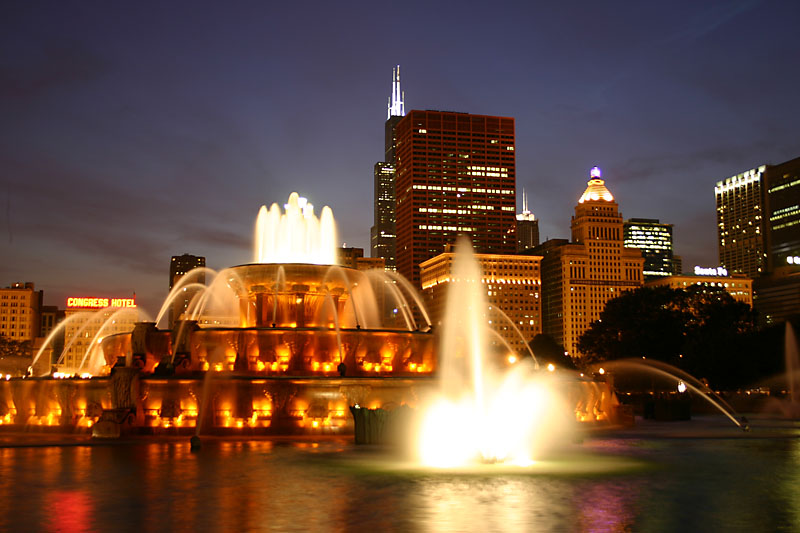
Букингемский фонтан ночью

Центральную часть Грант-парка занимает Букингемский фонтан, один из крупнейших фонтанов в мире. В стиле рококо и в виде свадебного торта фонтан был посвящён в 1927 году в качестве подарка городу от Кейт Стёрджес Букингем в память о её брате Кларенсе. Фонтан работает с апреля по октябрь с водными дисплеями каждые 20 минут и световым и водным дисплеем с 8:00 до 23:00.

### Музейный кампус Чикаго

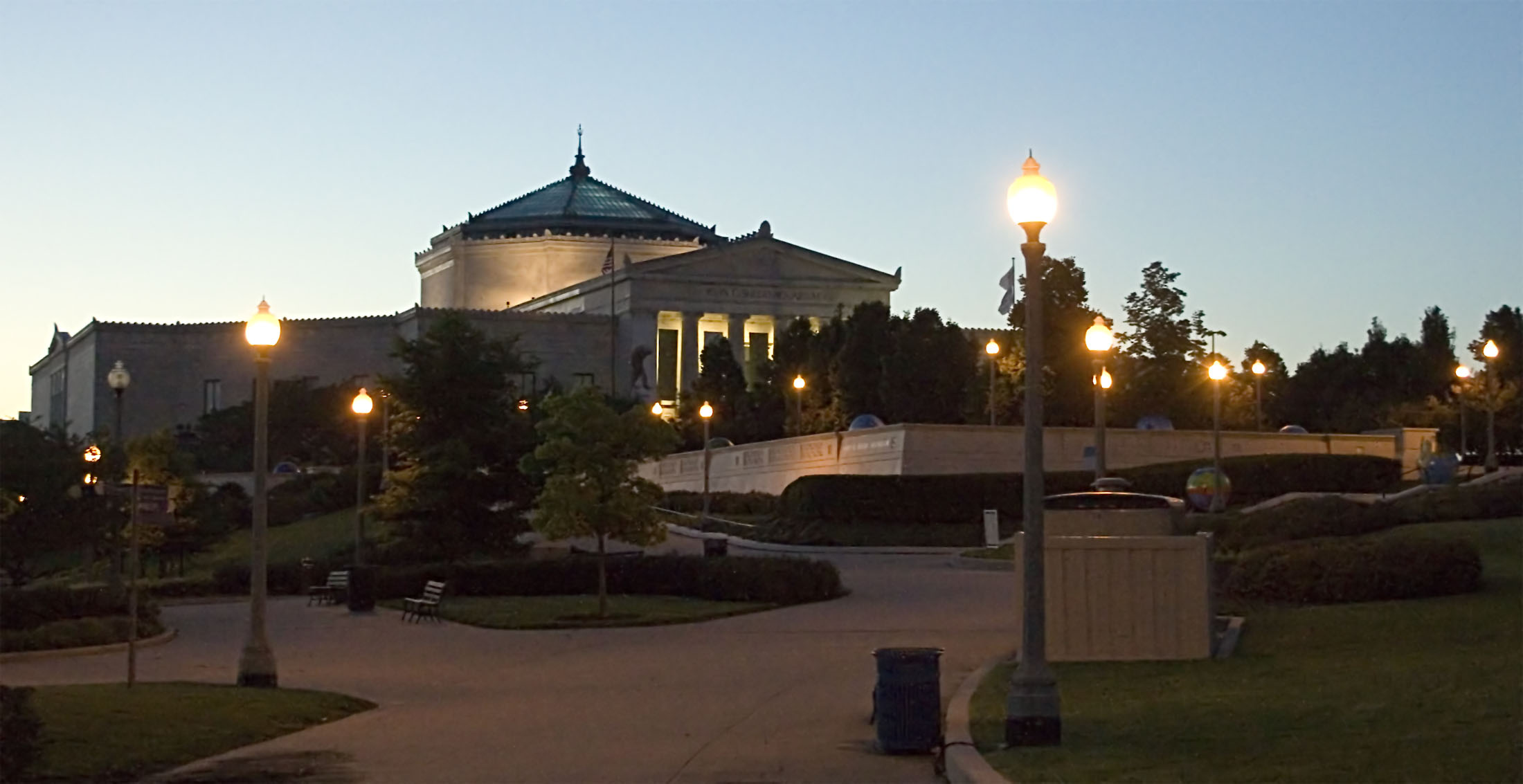
Музейный кампус Чикаго теперь включает юго-восток Грант-парка

Музейный кампус Чикаго (иногда называемый Музейным парком) расположен на юго-восточной оконечности Грант-парка и представляет собой лесной массив площадью 23 га. Граничит с озером Мичиган на востоке, скоростной автомагистралью Лейк-Шор-Драйв на западе, и Солджер Филд на юге.
Музейный кампус является местом трёх самых известных музеев города, все из которых посвящены естественным наукам: планетарий Адлера, Филдовский музей естественной истории и аквариум Шедда. Узкий перешеек вдоль Солидарити-драйв, где преобладают неоклассические скульптуры Тадеуша Костюшко, Карела Гавличка и Николая Коперника, соединяется с Северным островом (на месте старого аэропорта Мейгс-Филд), возле которого на материке расположен планетарий к востоку от Музейного кампуса.
Музейный кампус был создан в 1990-х годах Управлением парками Чикаго в качестве пешеходной зелёной зоны, устроенной как променад.
| - Панорама города Чикаго со стороны Музейного кампуса - Музей Филда - Аквариум Шедда - Планетарий Адлера - Туннель, проходящий под Лейк-Шор-драйв и соединяющий Грант-парк с Музейным кампусом |

### Музыкальная ракушка Петрильо

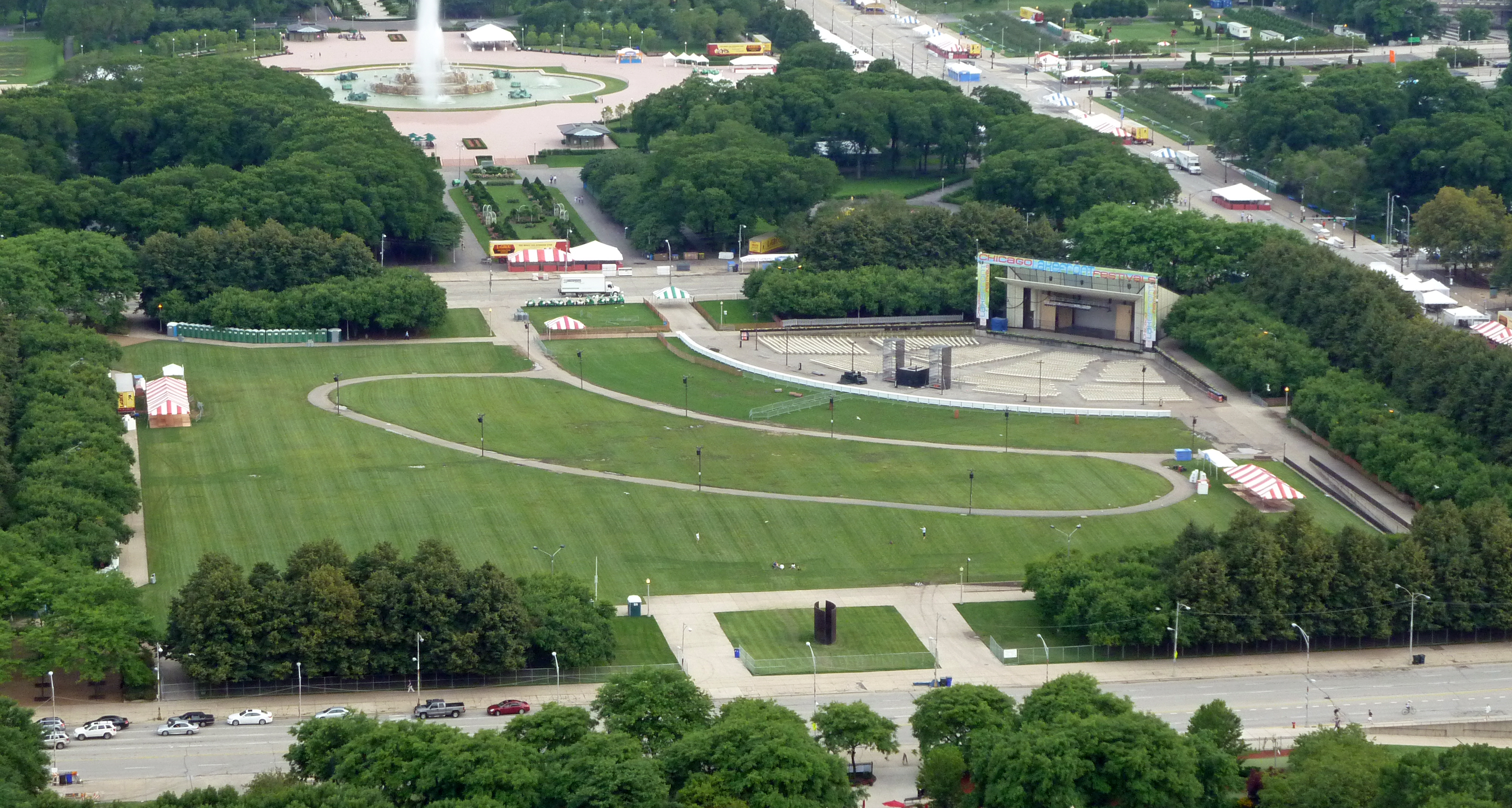
Амфитеатр Музыкальная ракушка Петрильо проводит музыкальные фестивали

Расположенная возле пересечения трасс Джексон-драйв и Коламбус-драйв, Музыкальная ракушка Петрильо проводит музыкальные представления во время Чикагского джазового фестиваля, Чикагского фестиваля блюза, музыкального фестиваля в Грант-парке и ежегодного музыкального фестиваля Lollapalooza. Зона отдыха музыкальной ракушки включает в себя зону под названием Батлер-Филд, блок, ограниченный Лейк-Шор-драйв, Коламбус-драйв, Монро-драйв и Джексон-драйв. Предыдущая конструкция фасада «ракушки» была обращена к Хатчинсон-Филд в южной части парка, около 1100 Саут-Коламбус-драйв.

### Конгресс-Плаза

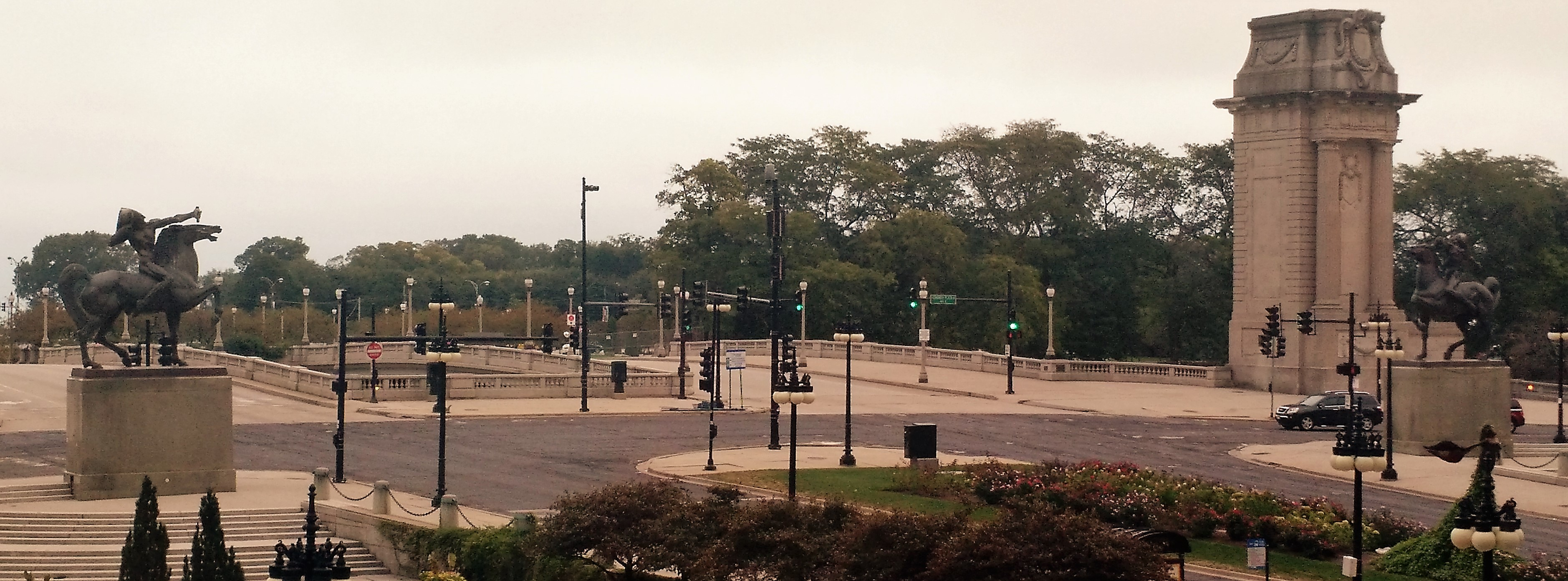
Лучник и копьеносец прикрывают фланг западного входа (Ида Б. Уэллс-драйв) в Мичиган

Конгресс-плаза (англ. Congress Plaza) — это парадный вход, расположенный на западном краю парка, на пересечении улиц Ида Б. Уэллс-драйв и Мичиган-авеню. Конгресс-плаза состоит из двух полукруглых площади, окружающие Иду Б. Уэллс-драйв, на которых размещены сады, фонтаны и произведения искусства, в том числе две большие бронзовые статуи воинов-привратников — Лучник и копьеносец.

### Сады

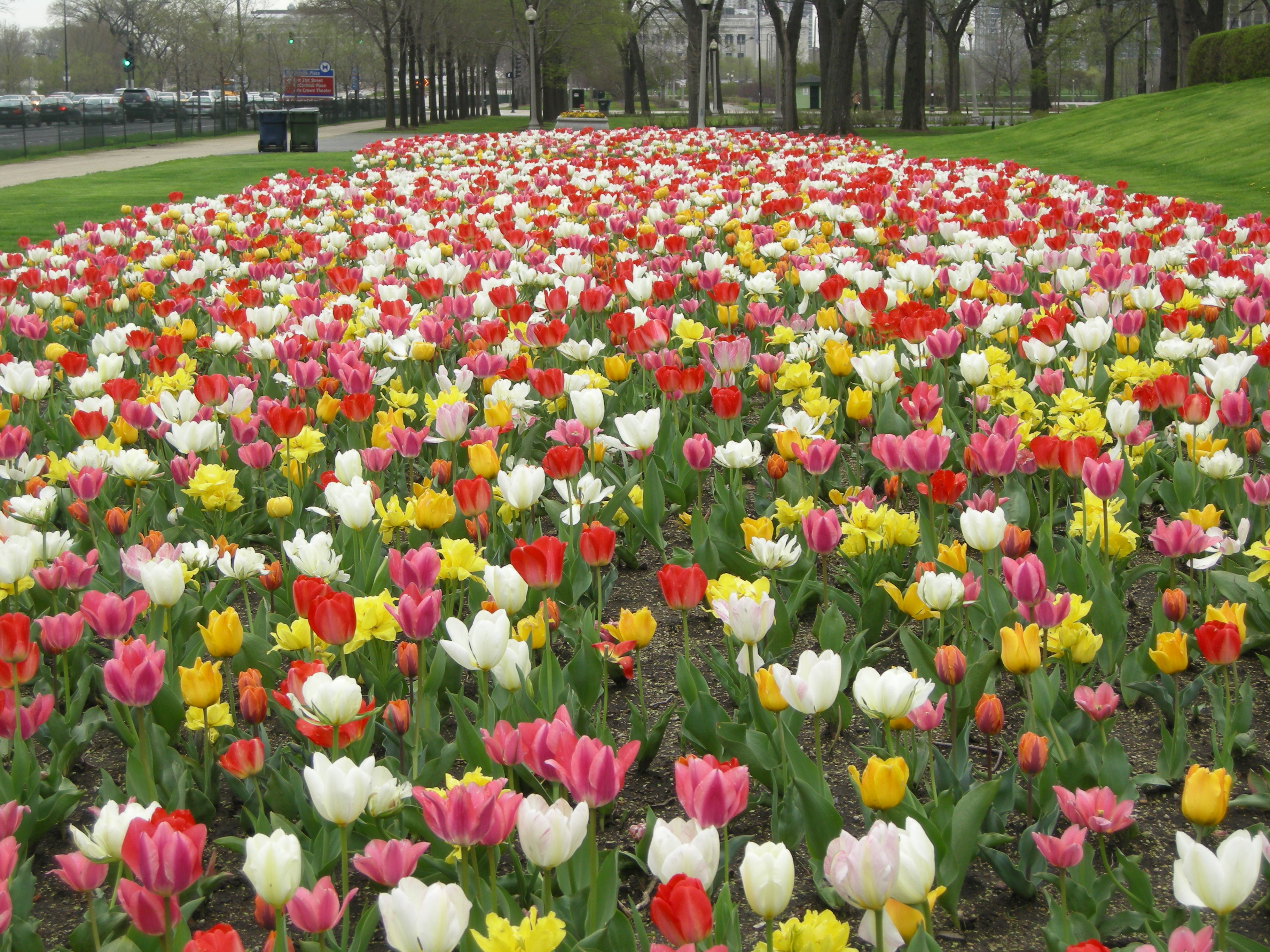
Сезонные посадки в Грант-парке

По всему парку располагаются несколько садов и цветочных выставок. В Миллениум-парке находится сад Лурье, известный своими цветами трав, особенно лаванды, и декоративным постмодернистским ручьём. На востоке, через пешеходный мост, в Дейли-парке растут высокие травы. К северо-востоку от Дейли-парка, у 375 Ист-Рэндольф-драйв, находится Сад выживших Ричарда и Аннет Блох при раке, отмеченный двумя огромными дорическими колоннами из разрушенного Чикагского федерального здания и кованой беседкой. Сад содержит множество проходов с плантаторами и является одним из нескольких подобных пространств, созданных по всей стране Фондом выживших от рака А. Блоха (англ. R. A. Bloch Cancer Foundation).
По бокам оригинального здания Чикагского института искусств находятся сады на севере и юге внутреннего двора семьи Маккормик; в южном дворе находится бронзовая скульптура фонтана Великих озёр. К югу от музея искусств, вдоль Мичиган-авеню, есть череда садов. Два из них недалеко от Оркестр-Хола в честь бывших дирижёров Чикагского симфонического оркестра — сэра Георга Шолти и Теодора Томаса.
К юго-востоку от Института искусств, около Суда президентов, расположены демонстрационные сады, окружающие Иду Б. Уэллс-драйв и Букингемский фонтан, — это ряд регулярных садов, среди которых Сад празднования Тиффани на юге.
| - Сад изящных искусств на Мичиган-авеню, возле 8-й улицы - Грант-парк, возле 9-й улицы - Сад «Дух музыки» в Грант-парке возле Мичиган-авеню - Сад выживших Ричарда и Аннет Блох при раке на северо-востоке Грант-парка |

### Суд президентов
Суд президентов расположен непосредственно на северной и южной стороне трассы Ида Б. Уэллс-драйв, к западу от Коламбус-драйв и к востоку от проспекта Мичиган-авеню. Ухоженные сады и художественные работы помогают сразу определить местоположение Суда президентов. Южный президентский суд до недавнего времени был, прежде всего, садом. Однако в течение последнего десятилетия город решил использовать этот район для демонстрации произведений искусства чикагцев. В то время как уникальные художественные работы долгое время были традицией парков Чикаго, у Дворца Южного президента было дополнительное преимущество демонстрации искусства «в доме» в качестве его первой заслуживающей внимания коллекции под названием «Художник и автомобили». Коллекция, организованная Общественной художественной программой и Чикагским отделом по культурным вопросам, состояла из скульптур, созданных полностью из частей старых автомобилей.

### Хатчинсон-Филд
Большая часть южной оконечности Грант-парка отведена под Хатчинсон-Филд, открытое пространство для крупных мероприятий с более чем десятью софтбольных и бейсбольных полей, названное в честь финансиста Чарльза Хатчинсона, многие годы занимавшего должность президента Чикагского института искусств.

### Лейкфронт-Трейл
Через восточную окраину парка проходит участок Чикагской прибрежной полосы, многоцелевого пути общего пользования протяжённостью 18 километров вдоль городской береговой линии озера Мичиган. Этот путь проходит рядом с Лейк-Шор-драйв от Рэндольф-драйв до Бальбо-драйв, а затем вдоль самого края дамбы вокруг Аквариума Шедда. Подземный переход ведёт под Солидарити-драйв в Бернхем-парк.

### Стоянки для яхт и гавани
Из Грант-парка можно добраться к двум пристаням озера Мичиган. Гавань Монро-Харбор предоставляет 1000 стоянок для швартовки, а также оборудование к востоку от парка. Здесь находятся Чикагский яхт-клуб и Колумбийский яхт-клуб. В связи с открытием Морского пути Святого Лаврентия, «королевским местом высадки» названо место в центре гавани и береговой линии парка, где в 1959 году королевская яхта Britannia причалила с королевой Елизаветой II на борту. Гавань Дюсейбл-Харбор (англ. Du Sable Harbour), построенная в 1999 году к северу от Рэндольф-драйв, имеет 420 лодочных доков и портовый магазин.

### Скейт-Плаза

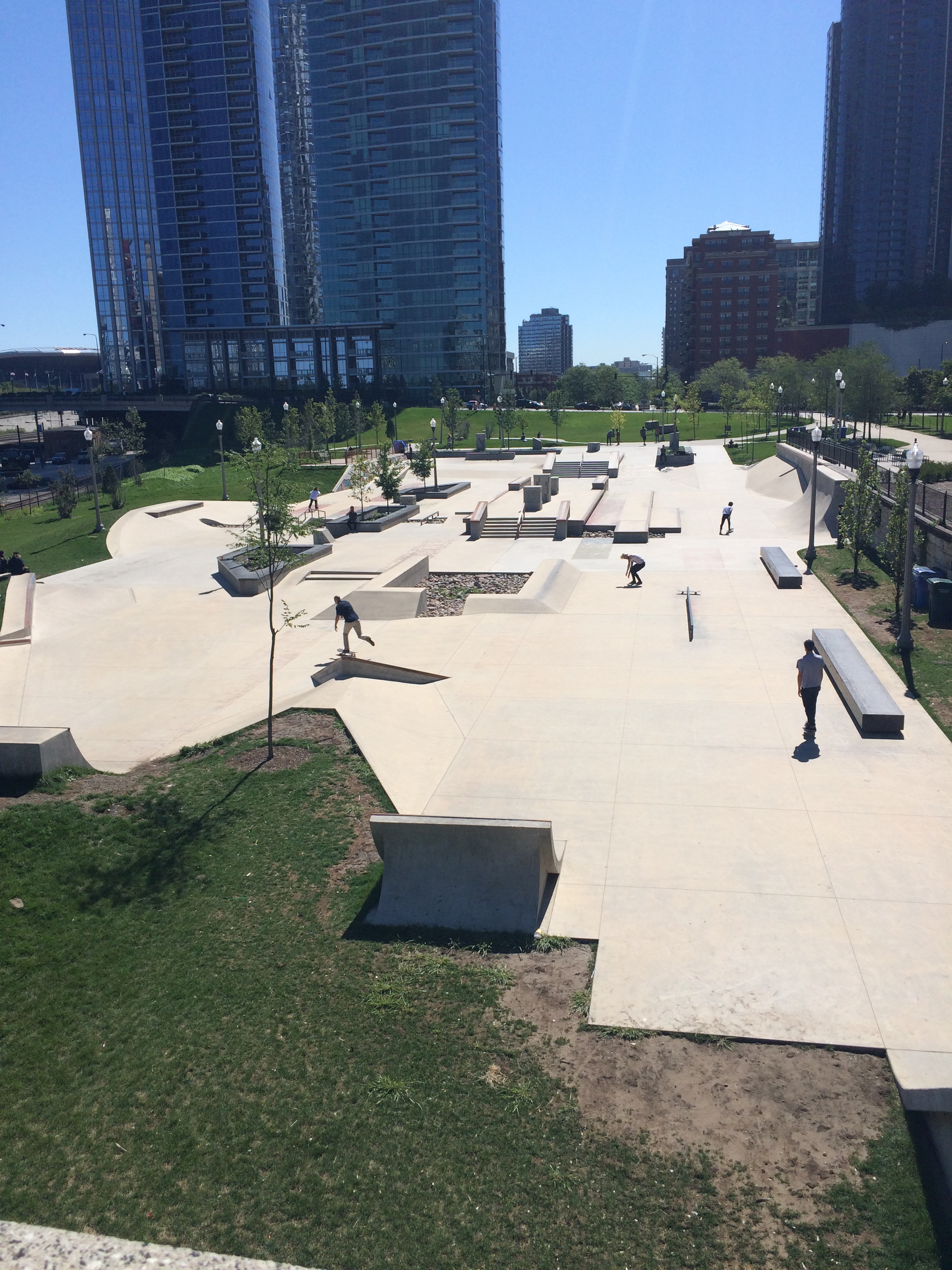
Скейт-Плаза

Скейт-Плаза, спроектированный чикагскими ландшафтными архитекторами компании Альтаману (англ. Altamanu), был открыт 6 декабря 2014 года. Инициатором парка Скейт-Плаза выступил президент консерватории Грант-парка Роберт О’Нил (англ. Robert O’Neill). Новый парк занимает площадь 12 000 м², он заменил собой бывшую зону катания возле теннисных кортов.
Консерватория обратилась за поддержкой в планировании со стороны местных скейтбордистов и BMX-байкеров, которые сформировали Скейт-комитет Грант-парка по охране природы и Консультативный совет скейт-комитета. Площадь расположена в юго-западном углу парка рядом с бывшим местом Центрального вокзала 1893 года и включает в себя куски известняка из бывшего железнодорожного терминала. Строительство площади обошлось в 2,65 млн $. В 2014 году парк принимал участие в Маунтин-Дью-Скейт-Туре (англ. Mountain Dew Skate Tour), впервые вернувшегося в Чикаго с 2010 года, и в парковом туре «Volcom Wild», впервые появившемся в Чикаго.

### Собачий парк
Парк Грант-Барк (англ. Grant Bark Park) — место дрессировки собак, где их выгуливают без поводка. Парк расположен на углу Коламбус-драйв и 11-й улицы, занимает площадь 1700 м², имеет покрытие из асфальта и гравия. Участники вносят ежемесячные членские взносы за посещение парка, которые идут на помощь в обслуживании территории и поддержку чистоты. На территории парка предоставляется водный фонтан для собак и людей. Парк устраивает льготы и мероприятия, связанные с собаками, для сбора денег. Выгул собак с поводком разрешён в большинстве районов парка, кроме Миллениум-парка.

### Прочее
Затенённые пешеходные дорожки в Грант-парке имеют протяжённость в несколько километров. Схема пешеходных дорожек парка оценивается в 6,4 км.
Для других спортивных мероприятий в парке имеется 16 полей для софтбола / бейсбола и 12 теннисных кортов, открытых для широкой публики.

## Паблик-арт
Парк содержит большое количество паблик-арта (искусство в общественном пространстве), в основном скульптур, во многих местах, в том числе в Миллениум-парке, недалеко от Букингемского фонтана, нескольких садов и Конгресс-Плаза. Четыре отдельные крупные инсталляции в других частях парка включают в себя следующее.

### Памятник Аврааму Линкольну

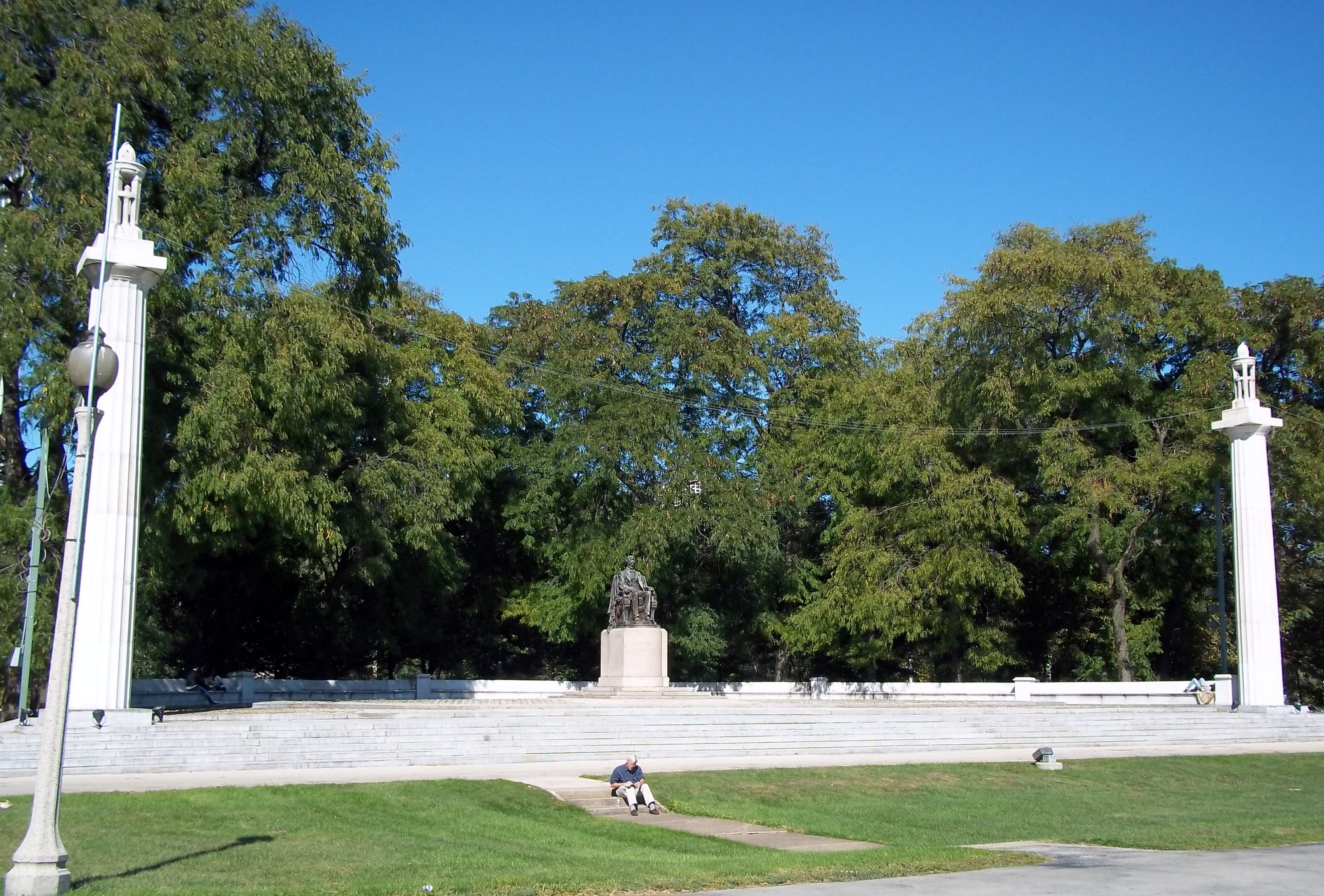
Авраам Линкольн: глава государства возле Ида Б. Уэллс-драйв

Авраам Линкольн: глава государства — статуя скульптора Огастеса Сент-Годена, установленная в экседре шириной 45 метров архитектором Стэнфордом Уайтом в честь жителя Иллинойса и 16-го президента Соединённых Штатов. Статуя была отлита в 1908 году и экспонировалась в Музее искусств «Метрополитен» и на Всемирной ярмарке в Сан-Франциско 1915 года, а затем была установлена в парке в 1926 году. Она расположена в Суде президентов к северу от Ида Б. Уэллс-драйв и к западу от Коламбус-драйв, и его часто называют Сидящим Линкольном, чтобы избежать путаницы со скульптурой Сент-Годена 1887 года Авраам Линкольн: Человек в Линкольн-парке.

### Скульптура «Агора»
«Агора» (с греч. — «городское место встречи») представляет собой инсталляцию из более сотни безголовых скульптур, созданных польской художницей Магдаленой Абаканович в юго-западном Грант-парке возле Рузвельт-роуд. Часть была принесена в парк в 2006 году. Высота фигуры составляет 2,7 м, а вес — около 820 кг. Каждая из них сделана из полого бесшовного куска железа, фигурам дали проржаветь, что придало им красноватый цвет и структуру, напоминающую содранную кожу. Фигуры создают впечатление толпы людей; некоторые из них смотрят друг на друга, другие смотрят в сторону.

### Памятник Колумбу

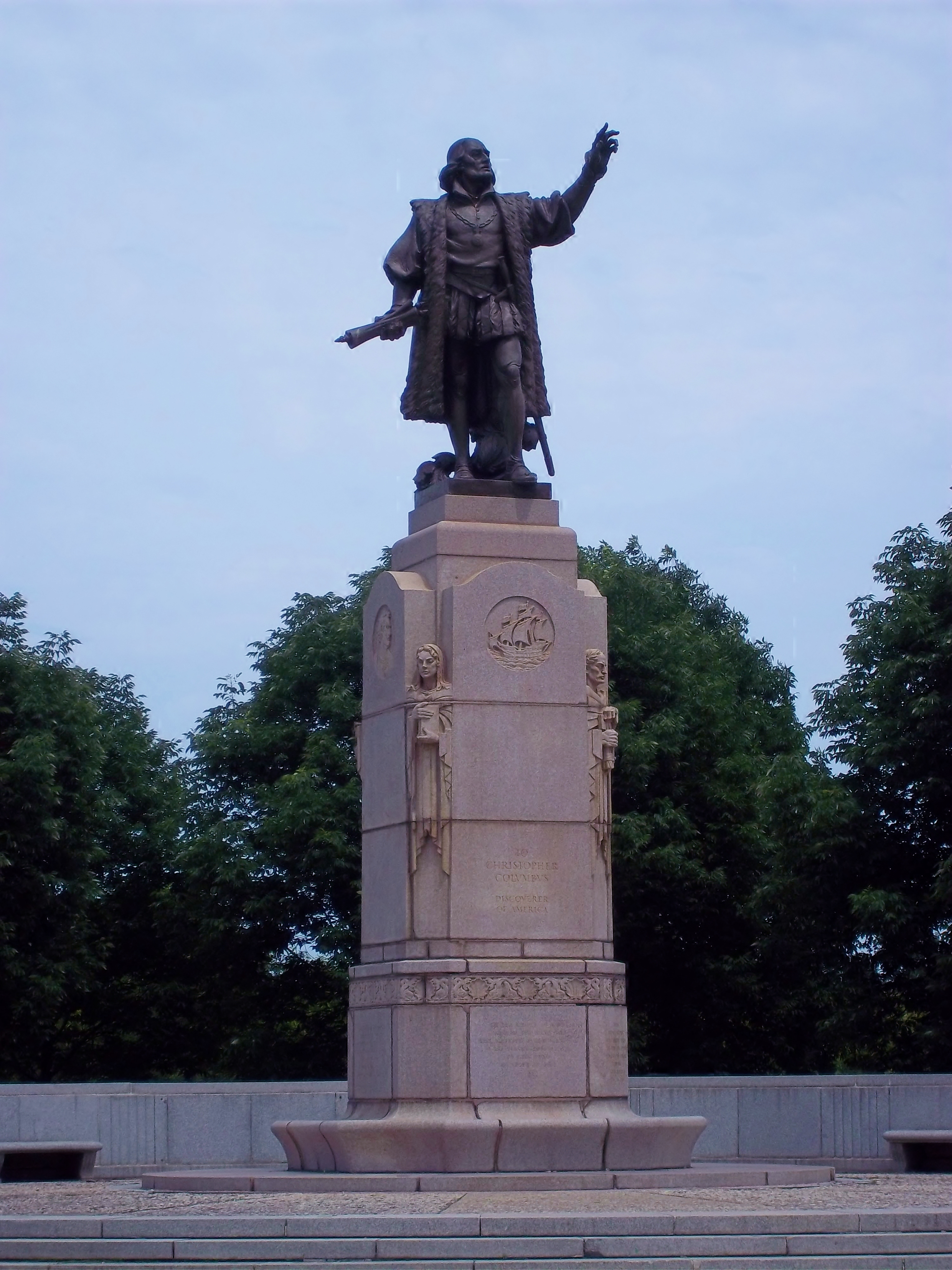
Статуя Христофора Колумба (Чикаго)

Бронзовая статуя («Чарльз», «Карл») Карло Бриоски выставлена на монументальном постаменте в южной части Грант-парка. В 1933 году Чикаго отпраздновал своё 100-летие всемирной ярмаркой Century of Progress (дословно — «Век прогресса»). В связи с ярмаркой, итало-американское сообщество Чикаго собрало средства и пожертвовало статую генуэзского мореплавателя и исследователя Христофора Колумба. Памятник был демонтирован 24 июля 2020 года по приказу мэра Лори Лайтфут на фоне протестов в Чикаго в связи с гибелью Джорджа Флойда и развёртывания федеральных сил из-за возражений Лайтфута.

### Памятник Логану

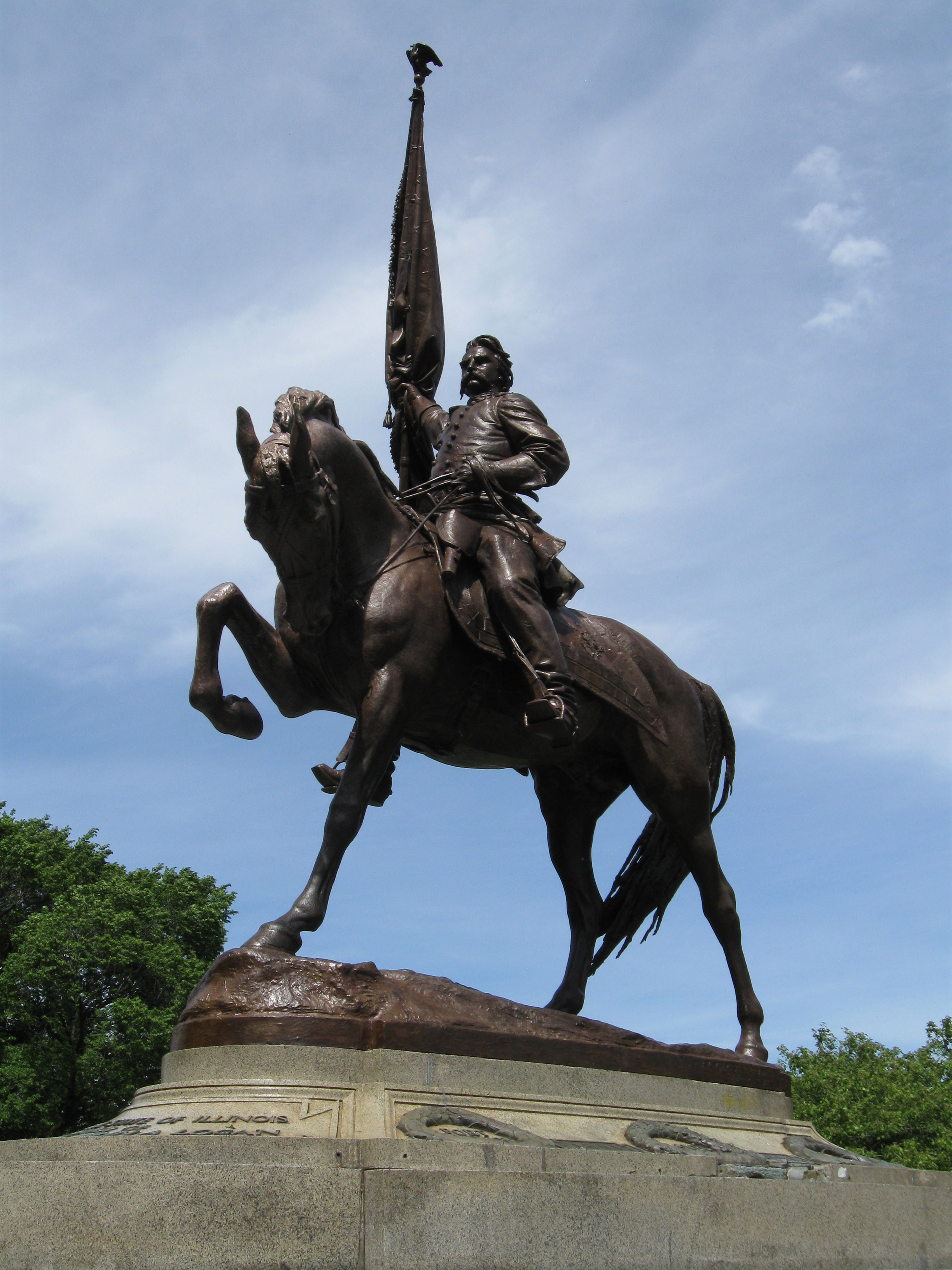
Статуя генерала Джона Логана

На пересечении улиц Мичиган-авеню и Найн-стрит находится большая конная статуя Джона Логана, посвящённая в 1897 году. Логан был генерал-майором США, который подал в отставку с поста конгрессмена, чтобы служить в армии США во время гражданской войны. Он возглавлял войска во многих сражениях по всему Западу и Югу. После войны он был избран в Сенат США от штата Иллинойс. Курган для памятника со статуей Огастеса Сент-Годена и Александра Фимистера Проктора первоначально предназначался для захоронения Логана, но его семья отказалась переместить могилу генерала.

## Дополнения

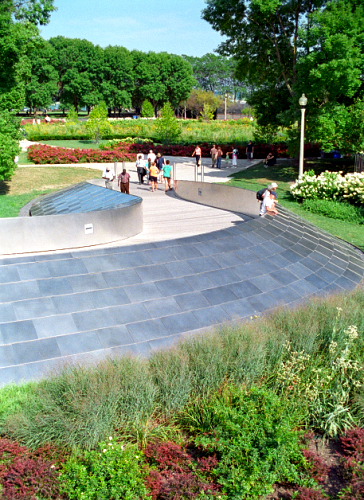
Миллениум-парк и новый Мэгги-Дейли-парк составляют северную часть Грант-парка

### Детский музей
В 2006 году Чикагский детский музей объявил о планах строительства сооружения стоимостью $100 млн для замены его объектов на Военно-морской пристани. Музей надеялся построить подземное здание на месте двухсотлетней площади Дейли, план, который мэр Ричард Дейли и члены совета одобрили в 2008 году. Некоторые члены совета и жители района выступили против проекта и поклялись бороться с этим предложением. После отставания по сбору средств в январе 2012 года Детский музей объявил, что больше не будет искать местоположение в Грант-парке.

## В массовой культуре
- Синоптик (2005) — фильм Гора Вербински с Николасом Кейджем в главной роли.
- Цена измены (2005) — фильм Микаэля Хофстрёма с Клайвом Оуэном, Дженнифер Энистон и Венсаном Касселем.
- Дом у озера (2006) — фильм Алехандро Агрести с Киану Ривзом и Сандрой Буллок.
- С кем бы отведать сыра (2006) — фильм Джеффа Гарлина с Дэном Кастелланета.
- Выкуп (2007) — фильм Майка Баркера[англ.] с Пирсом Броснаном и Марией Белло.
- Исходный код (2011) — фильм Дункана Джонса с Джейком Джилленхолом и Верой Фармига.